# Nome (Norwegen)
Nome ist eine Kommune im Fylke Telemark in Norwegen. Nachbarkommunen sind Skien, Midt-Telemark, Kviteseid und Drangedal. Das administrative Zentrum der Kommune ist Ulefoss. Nome liegt am Telemarkkanal, genauer am Norsjø.

## Geschichte
Seit 1652 wurde im Gebiet der Kommune Eisenerz gefördert, das eine Grundlage für das 1657 gegründete Cappelen-Ulefoss Jernværk schuf, welches bis heute existiert. 1926 wurde die Förderung von Eisenerz eingestellt.
In der Region sind größere Vorkommen an Seltenen Erden gefunden worden, deren Ausbeutung geplant ist.

## Ulefoss
Die Einwohnerzahl von Ulefoss beträgt 2.699.

### Ulefoss Herregård
Der klassizistische Herrensitz wurde 1802 bis 1807 von Jørgen Henrik Rawert für Niels Aall erbaut. Er hat einen U-förmigen Grundriss. Der Festsaal im 1. Stock wurde 1961 durch einen Brand stark beschädigt.